# Sapporo Concert Hall
Résidence
Le Sapporo Concert Hall Kitara (札幌コンサートホール キタラ) est une salle de concert située au sein du parc Nakajima à Sapporo. Achevée en 1997 et propriété de la ville de Sapporo, elle est connue pour son grand orgue réalisé par le facteur d'orgues Kern. Lorsque Simon Rattle y a dirigé l'Orchestre symphonique de Birmingham en 1998, il a décrit la salle comme « la meilleure salle de concert moderne au monde ».

## Aperçu
Le bâtiment a été achevé le 4 juillet 1997. Le design acoustique de la salle est l'œuvre de la société d'ingénierie japonaise Nagata Acoustics et de l'acousticien Yasuhisa Toyota.
Avant sa construction, le surnom de la salle de concert « Kitara » avait été choisi en mars 1995. Le surnom est dérivé de « Cithare », un instrument de musique proche de la lyre, et aussi du terme « Kita », qui signifie « nord » en japonais.
La salle de concert abrite l'Orchestre symphonique de Sapporo. Chaque année, le Sapporo Concert Hall accueille le Pacific Music Festival (PMF), festival international de musique classique fondé en 1990 par Leonard Bernstein.

## Installations

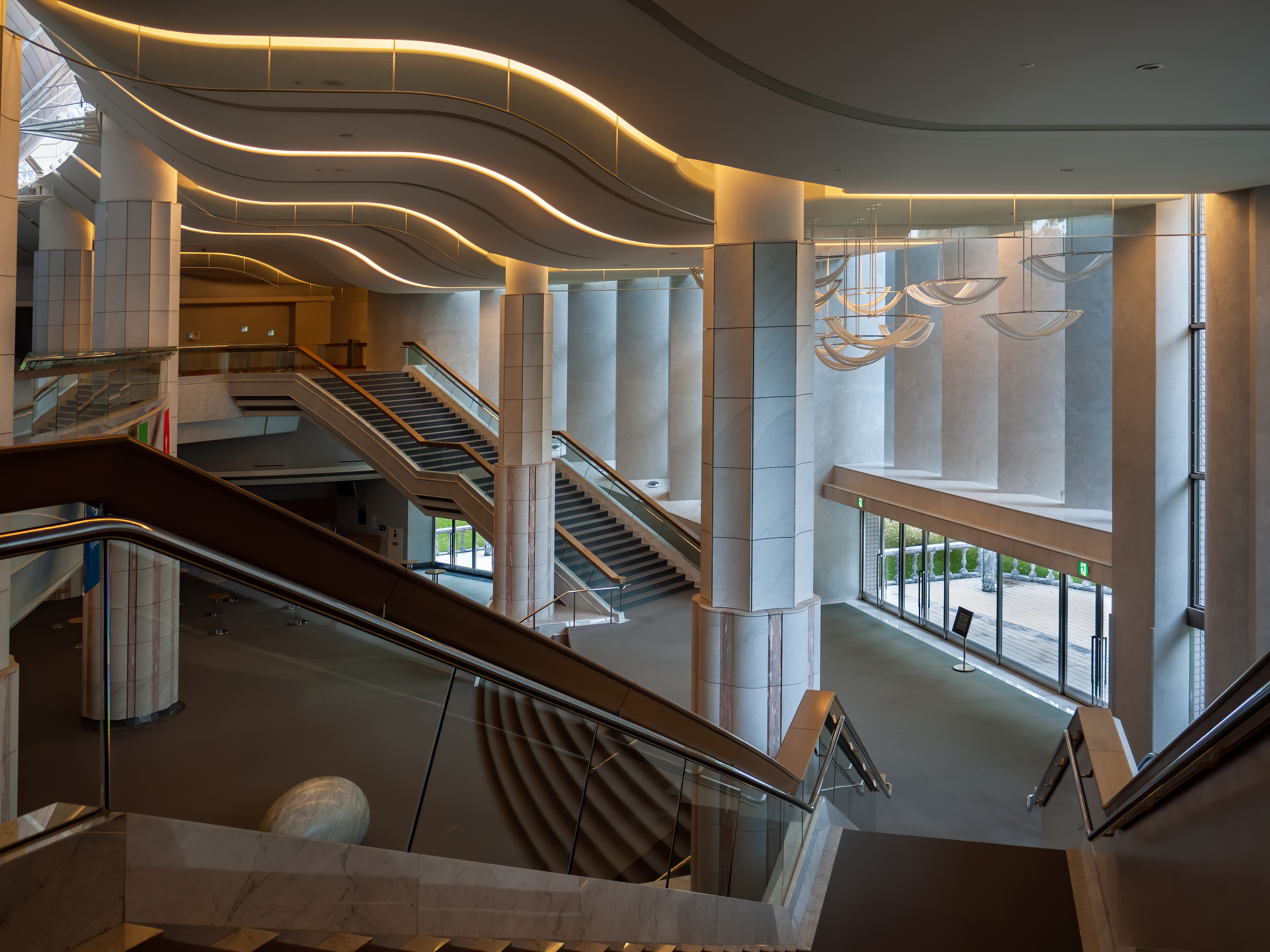
Foyer de la salle de concert de Sapporo

La superficie du bâtiment couvre 8 383 291 m2 sur 5 étages (3 au-dessus du sol et 2 souterrains). Le bâtiment de la salle de concert de Sapporo abrite une grande salle principale, une petite salle de musique de chambre et des salles de répétition. Un restaurant, une crèche et une boutique du musée se trouvent également dans le bâtiment.
La grande salle principale de style arène a une capacité de 28 800 m³ et dispose de 2 008 sièges pour le public. Le grand orgue (4976 tuyaux) construit par le facteur d'orgues Daniel Kern de Strasbourg évoque les arbres de la préfecture d'Hokkaidō. Chaque année, un organiste étranger y est invité en résidence.
La petite salle de musique de chambre de style boîte à chaussures a une capacité de 453 places. Le restaurant avec terrasse est situé au rez-de-chaussée, et un bar, café, sont ouverts pendant le concert. La salle de concert principale et la petite salle de musique de chambre disposent également de sièges adaptés aux publics handicapés.

## Organistes
- 1998-1999 Pascal Marsault
- 1999-2000 Yves Lafargue
- 2000-2001 Laszlo Fassang
- 2001-2002 Juan María Pedrero
- 2002-2003 Monica Melcova
- 2003-2004 Jean-Philippe Merckaert
- 2004-2005 Matthieu Magnuszewski
- 2005-2006 Jens Korndoerfer
- 2006-2007 Ghislain Leroy
- 2007-2008 Sylvain Heili
- 2008-2009 Cindy Castillo
- 2009-2010 Laurent Cyprien Giraud
- 2010-2011 Coralie Amedjkane
- 2011-2012 Florent Gallière
- 2012-2013 Maria Magdalena Kaczor
- 2013-2014 Octave Saunier
- 2015-2016 John Walthausen
- 2016-2017 Davide Mariano
- 2017-2018 Martin Gregorius
- 2018-2019 Simon Bollenot
- 2019-2020 Adam Tabajdi